# Dido (Sängerin)/Auszeichnungen für Musikverkäufe

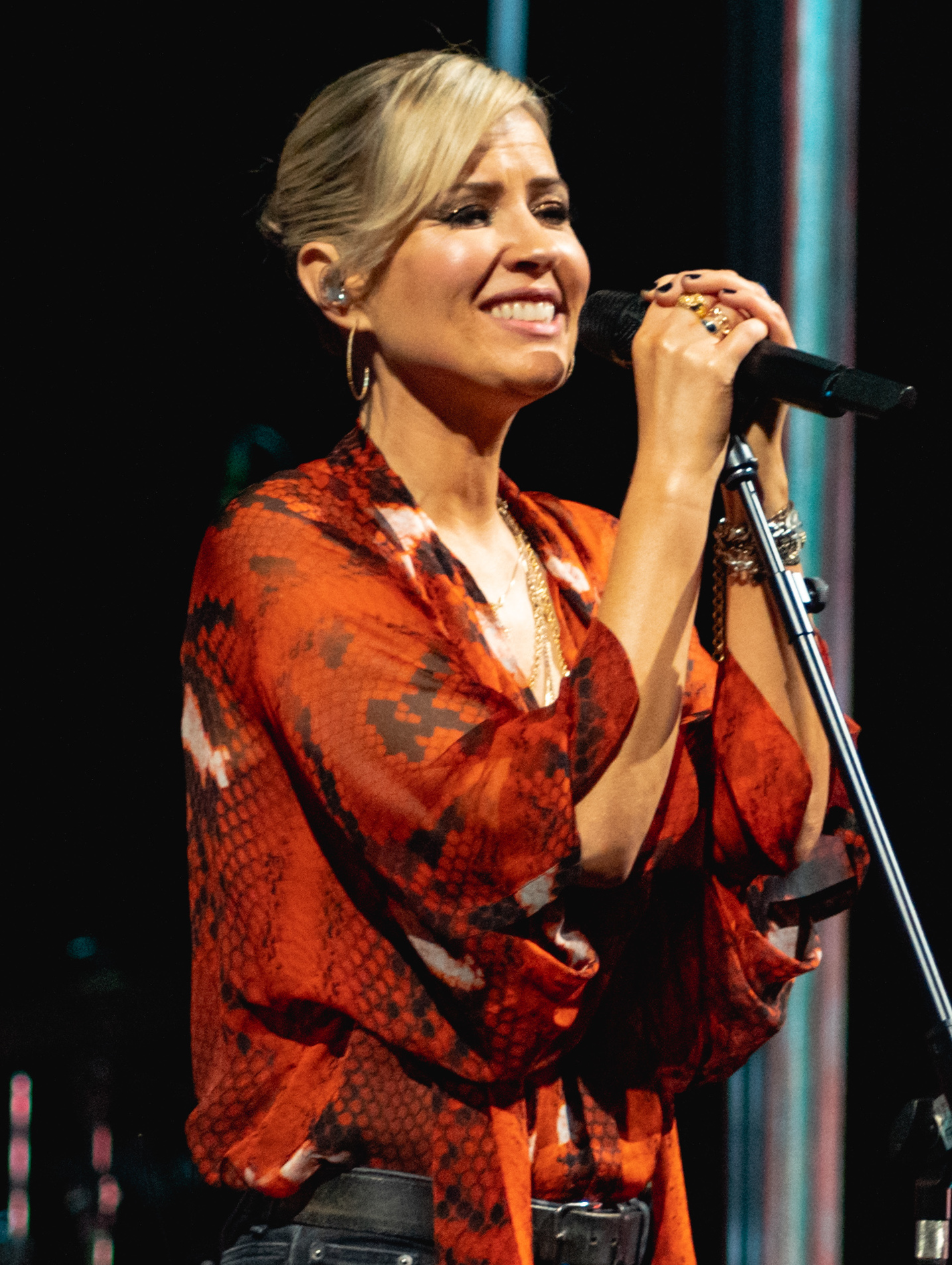
Dido (2019)

Dies ist eine Übersicht über die Auszeichnungen für Musikverkäufe der britischen Pop-Sängerin Dido. Die Auszeichnungen finden sich nach ihrer Art (Gold, Platin usw.), nach Staaten getrennt in chronologischer Reihenfolge, geordnet sowie nach den Tonträgern selbst, ebenfalls in chronologischer Reihenfolge, getrennt nach Medium (Alben, Singles usw.), wieder.

## Auszeichnungen
| - Vereinigtes Königreich - 2013: für das Album Girl Who Got Away - 2019: für die Autorenbeteiligung I’m Not a Girl, Not Yet a Woman (Britney Spears) - 2019: für das Album Still On My Mind - 2022: für die Single Life for Rent - Australien - 2002: für die Autorenbeteiligung I’m Not a Girl, Not Yet a Woman (Britney Spears) - 2003: für die Single White Flag - 2008: für das Album Safe Trip Home - 2023: für die Autorenbeteiligung Thank You [Not So Bad] (Vize & Felix Jaehn) - Belgien - 2003: für die Single White Flag - 2008: für das Album Safe Trip Home - Brasilien - 2003: für das Album Life for Rent - 2024: für die Single Stan - 2024: für die Autorenbeteiligung Thank You [Not So Bad] (Vize & Felix Jaehn) - Dänemark - 2003: für die Single White Flag - 2022: für die Autorenbeteiligung Thank You [Not So Bad] (Vize & Felix Jaehn) - 2023: für die Single White Flag - Deutschland - 2003: für die Single White Flag - 2009: für das Album Safe Trip Home - 2021: für die Autorenbeteiligung Thank You [Not So Bad] (Vize & Felix Jaehn) - Finnland - 2003: für das Album Life for Rent - Frankreich - 2001: für die Single Here with Me - 2008: für das Album Safe Trip Home - 2025: für die Single When Love Sucks - 2025: für das Album Still On My Mind - Griechenland - 2001: für das Album No Angel - 2004: für das Album Life for Rent - 2009: für das Album Safe Trip Home - Irland - 2008: für das Album Safe Trip Home - Italien - 2021: für die Single White Flag - 2024: für die Single Thank You (Not So Bad) - Japan - 2001: für das Album No Angel - Kanada - 2023: für die Autorenbeteiligung Thank You [Not So Bad] (Vize & Felix Jaehn) - 2024: für die Single Thank You (Not So Bad) - Kroatien - 2005: für das Album No Angel - Mexiko - 2003: für das Album Life for Rent - Neuseeland - 2008: für das Album Safe Trip Home - 2021: für das Album Greatest Hits - Niederlande - 2001: für die Single Stan - Österreich - 2003: für die Single White Flag - Polen - 2004: für das Album Life for Rent - 2008: für das Album Safe Trip Home - 2013: für das Album Girl Who Got Away - 2024: für die Autorenbeteiligung Thank You [Not So Bad] (Vize & Felix Jaehn) - Portugal - 2004: für das Album Life for Rent - 2020: für die Single Stan - Schweden - 2003: für die Single White Flag - Schweiz - 2000: für die Single Stan - 2003: für die Single White Flag - Spanien - 2001: für das Album No Angel - 2003: für das Album Life for Rent - 2024: für die Single Stan - 2024: für die Single Thank You - 2024: für die Single Thank You (Not So Bad) - Ungarn - 2003: für das Album Life for Rent - 2008: für das Album Safe Trip Home - Vereinigte Staaten - 2004: für die Single White Flag - 2006: für die Single Thank You - Vereinigtes Königreich - 2013: für das Album Safe Trip Home - 2019: für das Album Greatest Hits - 2025: für die Single Thank You (Not So Bad) | - Argentinien - 2001: für das Album No Angel - 2004: für das Album Life for Rent - Australien - 2006: für das Videoalbum Live at Brixton Academy - Belgien - 2001: für die Single Stan - Chile - 2001: für das Album No Angel - Dänemark - 2001: für das Album No Angel - 2004: für das Album Life for Rent - 2022: für die Single Stan - 2025: für die Single Thank You (Not So Bad) - Deutschland - 2025: für die Single Thank You (Not So Bad) - Finnland - 2001: für das Album No Angel - Frankreich - 2001: für die Single Stan - 2005: für das Videoalbum Live at Brixton Academy - 2025: für die Single Thank You (Not So Bad) - Italien - 2023: für die Single Stan - Mexiko - 2001: für das Album No Angel - Neuseeland - 2022: für die Single White Flag - Niederlande - 2001: für das Album No Angel - 2003: für das Album Life for Rent - Norwegen - 2001: für das Album No Angel - 2003: für die Single White Flag - Österreich - 2004: für das Album Life for Rent - 2004: für das Album No Angel - 2024: für die Single Stan - 2025: für die Single Thank You (Not So Bad) - Polen - 2004: für das Album No Angel - Russland - 2003: für das Album Life for Rent - Schweden - 2001: für die Single Stan - 2001: für das Album No Angel - 2003: für das Album Life for Rent - Schweiz - 2008: für das Album Safe Trip Home - 2024: für die Single Thank You (Not So Bad) - Spanien - 2025: für die Single White Flag - Vereinigtes Königreich - 2023: für die Single Thank You - 2024: für die Single Here With Me - Deutschland - 2002: für das Album No Angel - 2023: für die Single Stan - Brasilien - 2002: für das Album No Angel - Frankreich - 2004: für das Album Life for Rent - Norwegen - 2003: für das Album Life for Rent - Polen - 2024: für die Single Thank You (Not So Bad) - Vereinigte Staaten - 2005: für das Album Life for Rent - Vereinigtes Königreich - 2004: für die Single Do They Know It’s Christmas? - 2025: für die Single White Flag | - Belgien - 2005: für das Album No Angel - 2007: für das Album Life for Rent - 2024: für die Single Thank You (Not So Bad) - Deutschland - 2003: für das Album Life for Rent - Kanada - 2004: für das Album Life for Rent - Schweiz - 2003: für das Album Life for Rent - 2006: für das Album No Angel - Südafrika - 2001: für das Album No Angel - Kanada - 2003: für das Album No Angel - Neuseeland - 2024: für die Single Stan - Vereinigte Staaten - 2001: für das Album No Angel - 2022: für die Single Stan - Vereinigtes Königreich - 2023: für die Single Stan - Europa - 2002: für das Album No Angel - 2004: für das Album Life for Rent - Neuseeland - 2002: für das Album No Angel - 2004: für das Album Life for Rent - Australien - 2004: für das Album No Angel - 2004: für das Album Life for Rent - Australien - 2024: für die Single Stan - Vereinigtes Königreich - 2013: für das Album Life for Rent - Vereinigtes Königreich - 2013: für das Album No Angel - Frankreich - 2002: für das Album No Angel |

## Auszeichnungen nach Alben

### No Angel
| Land/Region                  | Auszeichnungen für Musikverkäufe (Land/Region, Auszeichnung, Verkäufe) | Verkäufe    |
| ---------------------------- | ---------------------------------------------------------------------- | ----------- |
| Argentinien (CAPIF)          | Platin                                                                 | 60.000      |
| Australien (ARIA)            | 6× Platin                                                              | 420.000     |
| Belgien (BRMA)               | 3× Platin                                                              | 150.000     |
| Brasilien (PMB)              | 2× Platin                                                              | 500.000     |
| Chile (IFPI)                 | Platin                                                                 | 20.000      |
| Dänemark (IFPI)              | Platin                                                                 | 50.000      |
| Deutschland (BVMI)           | 3× Gold                                                                | 450.000     |
| Europa (IFPI)                | 5× Platin                                                              | (5.000.000) |
| Finnland (IFPI)              | Platin                                                                 | 50.514      |
| Frankreich (SNEP)            | Diamant                                                                | 1.000.000   |
| Griechenland (IFPI)          | Gold                                                                   | 15.000      |
| Japan (RIAJ)                 | Gold                                                                   | 100.000     |
| Kanada (MC)                  | 4× Platin                                                              | 400.000     |
| Kroatien (HDU)               | Silber                                                                 | 3.000       |
| Mexiko (AMPROFON)            | Platin                                                                 | 150.000     |
| Neuseeland (RMNZ)            | 5× Platin                                                              | 75.000      |
| Niederlande (NVPI)           | Platin                                                                 | 80.000      |
| Norwegen (IFPI)              | Platin                                                                 | 50.000      |
| Österreich (IFPI)            | Platin                                                                 | 50.000      |
| Polen (ZPAV)                 | Platin                                                                 | 40.000      |
| Schweden (IFPI)              | Platin                                                                 | 80.000      |
| Schweiz (IFPI)               | 3× Platin                                                              | 150.000     |
| Spanien (Promusicae)         | Gold                                                                   | 50.000      |
| Südafrika (RISA)             | 3× Platin                                                              | 150.000     |
| Vereinigte Staaten (RIAA)    | 4× Platin                                                              | 4.000.000   |
| Vereinigtes Königreich (BPI) | 10× Platin                                                             | 3.100.000   |
| Insgesamt                    | 1× Silber · 4× Gold · 56× Platin · 1× Diamant ·                        | 11.183.514  |

### Life for Rent
| Land/Region                  | Auszeichnungen für Musikverkäufe (Land/Region, Auszeichnung, Verkäufe) | Verkäufe    |
| ---------------------------- | ---------------------------------------------------------------------- | ----------- |
| Argentinien (CAPIF)          | Platin                                                                 | 40.000      |
| Australien (ARIA)            | 6× Platin                                                              | 420.000     |
| Belgien (BRMA)               | 3× Platin                                                              | (150.000)   |
| Brasilien (PMB)              | Gold                                                                   | 50.000      |
| Dänemark (IFPI)              | Platin                                                                 | (40.000)    |
| Deutschland (BVMI)           | 3× Platin                                                              | (600.000)   |
| Europa (IFPI)                | 5× Platin                                                              | 5.000.000   |
| Finnland (IFPI)              | Gold                                                                   | (17.485)    |
| Frankreich (SNEP)            | 2× Platin                                                              | (600.000)   |
| Griechenland (IFPI)          | Gold                                                                   | 10.000      |
| Kanada (MC)                  | 3× Platin                                                              | 300.000     |
| Mexiko (AMPROFON)            | Gold                                                                   | 50.000      |
| Neuseeland (RMNZ)            | 5× Platin                                                              | 75.000      |
| Niederlande (NVPI)           | Platin                                                                 | (80.000)    |
| Norwegen (IFPI)              | 2× Platin                                                              | (80.000)    |
| Österreich (IFPI)            | Platin                                                                 | (30.000)    |
| Polen (ZPAV)                 | Gold                                                                   | (35.000)    |
| Portugal (AFP)               | Gold                                                                   | (20.000)    |
| Russland (NFPF)              | Platin                                                                 | (20.000)    |
| Schweden (IFPI)              | Platin                                                                 | (60.000)    |
| Spanien (Promusicae)         | Gold                                                                   | (50.000)    |
| Schweiz (IFPI)               | 3× Platin                                                              | (120.000)   |
| Tschechien (IFPI)            | —                                                                      | (20.000)    |
| Ungarn (MAHASZ)              | Gold                                                                   | (15.000)    |
| Vereinigte Staaten (RIAA)    | 2× Platin                                                              | 2.000.000   |
| Vereinigtes Königreich (BPI) | 9× Platin                                                              | (2.900.000) |
| Insgesamt                    | 8× Gold · 49× Platin ·                                                 | 7.940.000   |

### Safe Trip Home
| Land/Region                  | Auszeichnungen für Musikverkäufe (Land/Region, Auszeichnung, Verkäufe) | Verkäufe |
| ---------------------------- | ---------------------------------------------------------------------- | -------- |
| Australien (ARIA)            | Gold                                                                   | 35.000   |
| Belgien (BRMA)               | Gold                                                                   | 15.000   |
| Deutschland (BVMI)           | Gold                                                                   | 100.000  |
| Frankreich (SNEP)            | Gold                                                                   | 75.000   |
| Griechenland (IFPI)          | Gold                                                                   | 5.000    |
| Irland (IRMA)                | Gold                                                                   | 7.500    |
| Neuseeland (RMNZ)            | Gold                                                                   | 7.500    |
| Polen (ZPAV)                 | Gold                                                                   | 10.000   |
| Schweiz (IFPI)               | Platin                                                                 | 30.000   |
| Ungarn (MAHASZ)              | Gold                                                                   | 3.000    |
| Vereinigtes Königreich (BPI) | Gold                                                                   | 100.000  |
| Insgesamt                    | 10× Gold · 1× Platin ·                                                 | 388.000  |

### Girl Who Got Away
| Land/Region                  | Auszeichnungen für Musikverkäufe (Land/Region, Auszeichnung, Verkäufe) | Verkäufe |
| ---------------------------- | ---------------------------------------------------------------------- | -------- |
| Polen (ZPAV)                 | Gold                                                                   | 10.000   |
| Vereinigtes Königreich (BPI) | Silber                                                                 | 60.000   |
| Insgesamt                    | 1× Silber · 1× Gold ·                                                  | 70.000   |

### Greatest Hits
| Land/Region                  | Auszeichnungen für Musikverkäufe (Land/Region, Auszeichnung, Verkäufe) | Verkäufe |
| ---------------------------- | ---------------------------------------------------------------------- | -------- |
| Neuseeland (RMNZ)            | Gold                                                                   | 7.500    |
| Vereinigtes Königreich (BPI) | Gold                                                                   | 100.000  |
| Insgesamt                    | 2× Gold ·                                                              | 107.500  |

### Still on My Mind
| Land/Region                  | Auszeichnungen für Musikverkäufe (Land/Region, Auszeichnung, Verkäufe) | Verkäufe |
| ---------------------------- | ---------------------------------------------------------------------- | -------- |
| Frankreich (SNEP)            | Gold                                                                   | 50.000   |
| Vereinigtes Königreich (BPI) | Silber                                                                 | 60.000   |
| Insgesamt                    | 1× Silber · 1× Gold ·                                                  | 110.000  |

## Auszeichnungen nach Singles

### Here with Me
| Land/Region                  | Auszeichnungen für Musikverkäufe (Land/Region, Auszeichnung, Verkäufe) | Verkäufe |
| ---------------------------- | ---------------------------------------------------------------------- | -------- |
| Frankreich (SNEP)            | Gold                                                                   | 250.000  |
| Vereinigtes Königreich (BPI) | Platin                                                                 | 600.000  |
| Insgesamt                    | 1× Gold · 1× Platin ·                                                  | 850.000  |

### Thank You
| Land/Region                  | Auszeichnungen für Musikverkäufe (Land/Region, Auszeichnung, Verkäufe) | Verkäufe  |
| ---------------------------- | ---------------------------------------------------------------------- | --------- |
| Spanien (Promusicae)         | Gold                                                                   | 30.000    |
| Vereinigte Staaten (RIAA)    | Gold                                                                   | 500.000   |
| Vereinigtes Königreich (BPI) | Platin                                                                 | 600.000   |
| Insgesamt                    | 2× Gold · 1× Platin ·                                                  | 1.130.000 |

### Stan
| Land/Region                  | Auszeichnungen für Musikverkäufe (Land/Region, Auszeichnung, Verkäufe) | Verkäufe  |
| ---------------------------- | ---------------------------------------------------------------------- | --------- |
| Australien (ARIA)            | 9× Platin                                                              | 630.000   |
| Belgien (BRMA)               | Platin                                                                 | 50.000    |
| Brasilien (PMB)              | Gold                                                                   | 30.000    |
| Dänemark (IFPI)              | Platin                                                                 | 90.000    |
| Deutschland (BVMI)           | 3× Gold                                                                | 750.000   |
| Frankreich (SNEP)            | Platin                                                                 | 500.000   |
| Italien (FIMI)               | Platin                                                                 | 100.000   |
| Neuseeland (RMNZ)            | 4× Platin                                                              | 120.000   |
| Niederlande (NVPI)           | Gold                                                                   | 40.000    |
| Österreich (IFPI)            | Platin                                                                 | 50.000    |
| Portugal (AFP)               | Gold                                                                   | 5.000     |
| Schweden (IFPI)              | Platin                                                                 | 20.000    |
| Schweiz (IFPI)               | Gold                                                                   | 25.000    |
| Spanien (Promusicae)         | Gold                                                                   | 30.000    |
| Vereinigte Staaten (RIAA)    | 4× Platin                                                              | 4.000.000 |
| Vereinigtes Königreich (BPI) | 4× Platin                                                              | 2.400.000 |
| Insgesamt                    | 6× Gold · 28× Platin ·                                                 | 8.840.000 |

### White Flag
| Land/Region                  | Auszeichnungen für Musikverkäufe (Land/Region, Auszeichnung, Verkäufe) | Verkäufe  |
| ---------------------------- | ---------------------------------------------------------------------- | --------- |
| Australien (ARIA)            | Gold                                                                   | 35.000    |
| Belgien (BRMA)               | Gold                                                                   | 25.000    |
| Dänemark (IFPI)              | Gold (2003) · + Gold (2023)                                            | 49.000    |
| Deutschland (BVMI)           | Gold                                                                   | 150.000   |
| Italien (FIMI)               | Gold                                                                   | 35.000    |
| Neuseeland (RMNZ)            | Platin                                                                 | 30.000    |
| Norwegen (IFPI)              | Platin                                                                 | 10.000    |
| Österreich (IFPI)            | Gold                                                                   | 15.000    |
| Schweden (IFPI)              | Gold                                                                   | 10.000    |
| Schweiz (IFPI)               | Gold                                                                   | 20.000    |
| Spanien (Promusicae)         | Platin                                                                 | 60.000    |
| Vereinigte Staaten (RIAA)    | Gold                                                                   | 500.000   |
| Vereinigtes Königreich (BPI) | 2× Platin                                                              | 1.200.000 |
| Insgesamt                    | 10× Gold · 5× Platin ·                                                 | 2.139.000 |

### Life for Rent
| Land/Region                  | Auszeichnungen für Musikverkäufe (Land/Region, Auszeichnung, Verkäufe) | Verkäufe |
| ---------------------------- | ---------------------------------------------------------------------- | -------- |
| Vereinigtes Königreich (BPI) | Silber                                                                 | 200.000  |
| Insgesamt                    | 1× Silber ·                                                            | 200.000  |

### Do They Know It’s Christmas?
| Land/Region                  | Auszeichnungen für Musikverkäufe (Land/Region, Auszeichnung, Verkäufe) | Verkäufe  |
| ---------------------------- | ---------------------------------------------------------------------- | --------- |
| Vereinigtes Königreich (BPI) | 2× Platin                                                              | 1.200.000 |
| Insgesamt                    | 2× Platin ·                                                            | 1.200.000 |

### Thank You (Not So Bad)
| Land/Region                  | Auszeichnungen für Musikverkäufe (Land/Region, Auszeichnung, Verkäufe) | Verkäufe  |
| ---------------------------- | ---------------------------------------------------------------------- | --------- |
| Belgien (BRMA)               | 3× Platin                                                              | 60.000    |
| Dänemark (IFPI)              | Platin                                                                 | 90.000    |
| Deutschland (BVMI)           | Platin                                                                 | 600.000   |
| Frankreich (SNEP)            | Platin                                                                 | 200.000   |
| Italien (FIMI)               | Gold                                                                   | 50.000    |
| Kanada (MC)                  | Gold                                                                   | 40.000    |
| Österreich (IFPI)            | Platin                                                                 | 30.000    |
| Polen (ZPAV)                 | 2× Platin                                                              | 100.000   |
| Schweiz (IFPI)               | Platin                                                                 | 30.000    |
| Spanien (Promusicae)         | Gold                                                                   | 30.000    |
| Vereinigtes Königreich (BPI) | Gold                                                                   | 400.000   |
| Insgesamt                    | 4× Gold · 10× Platin ·                                                 | 1.630.000 |

### When Love Sucks
| Land/Region       | Auszeichnungen für Musikverkäufe (Land/Region, Auszeichnung, Verkäufe) | Verkäufe |
| ----------------- | ---------------------------------------------------------------------- | -------- |
| Frankreich (SNEP) | Gold                                                                   | 100.000  |
| Insgesamt         | 1× Gold ·                                                              | 100.000  |

## Auszeichnungen nach Autorenbeteiligungenen

### I’m Not a Girl, Not Yet a Woman(Britney Spears)
| Land/Region                  | Auszeichnungen für Musikverkäufe (Land/Region, Auszeichnung, Verkäufe) | Verkäufe |
| ---------------------------- | ---------------------------------------------------------------------- | -------- |
| Australien (ARIA)            | Gold                                                                   | 35.000   |
| Vereinigtes Königreich (BPI) | Silber                                                                 | 200.000  |
| Insgesamt                    | 1× Silber · 1× Gold ·                                                  | 235.000  |

### Thank You [Not So Bad](Vize&Felix Jaehn)
| Land/Region        | Auszeichnungen für Musikverkäufe (Land/Region, Auszeichnung, Verkäufe) | Verkäufe |
| ------------------ | ---------------------------------------------------------------------- | -------- |
| Australien (ARIA)  | Gold                                                                   | 35.000   |
| Brasilien (PMB)    | Gold                                                                   | 20.000   |
| Dänemark (IFPI)    | Gold                                                                   | 45.000   |
| Deutschland (BVMI) | Gold                                                                   | 200.000  |
| Kanada (MC)        | Gold                                                                   | 40.000   |
| Polen (ZPAV)       | Gold                                                                   | 25.000   |
| Insgesamt          | 6× Gold ·                                                              | 365.000  |

## Auszeichnungen nach Videoalben

### Live at Brixton Academy
| Land/Region       | Auszeichnungen für Musikverkäufe (Land/Region, Auszeichnung, Verkäufe) | Verkäufe |
| ----------------- | ---------------------------------------------------------------------- | -------- |
| Australien (ARIA) | Platin                                                                 | 15.000   |
| Frankreich (SNEP) | Platin                                                                 | 20.000   |
| Insgesamt         | 2× Platin ·                                                            | 35.000   |

## Statistik und Quellen
| Land/RegionAuszeichnungen für Musikverkäufe (Land/Region, Auszeichnungen, Verkäufe, Quellen) | Silber     | Gold       | Platin         | Diamant  | Verkäufe     | Quellen                                                        |
| -------------------------------------------------------------------------------------------- | ---------- | ---------- | -------------- | -------- | ------------ | -------------------------------------------------------------- |
| Argentinien (CAPIF)                                                                          | —          | —          | 2× Platin2     | —        | 100.000      | capif.org.ar AR2                                               |
| Australien (ARIA)                                                                            | —          | 4× Gold4   | 22× Platin22   | —        | 1.680.000    | aria.com.au                                                    |
| Belgien (BRMA)                                                                               | —          | 2× Gold2   | 10× Platin10   | —        | 450.000      | ultratop.be                                                    |
| Brasilien (PMB)                                                                              | —          | 3× Gold3   | 2× Platin2     | —        | 600.000      | pro-musicabr.org.br                                            |
| Chile (IFPI)                                                                                 | —          | —          | Platin1        | —        | 20.000       | Einzelnachweise                                                |
| Dänemark (IFPI)                                                                              | —          | 3× Gold3   | 4× Platin4     | —        | 364.000      | ifpi.dk                                                        |
| Deutschland (BVMI)                                                                           | —          | 5× Gold5   | 6× Platin6     | —        | 2.850.000    | musikindustrie.de                                              |
| Europa (IFPI)                                                                                | —          | —          | 10× Platin10   | —        | (10.000.000) | ifpi.org (Memento vom 1. Januar 2014 im Internet Archive)      |
| Finnland (IFPI)                                                                              | —          | Gold1      | Platin1        | —        | 67.999       | ifpi.fi                                                        |
| Frankreich (SNEP)                                                                            | —          | 4× Gold4   | 5× Platin5     | Diamant1 | 2.795.000    | snepmusique.com                                                |
| Griechenland (IFPI)                                                                          | —          | 3× Gold3   | —              | —        | 30.000       | Einzelnachweise                                                |
| Irland (IRMA)                                                                                | —          | Gold1      | —              | —        | 7.500        | irishcharts.ie                                                 |
| Italien (FIMI)                                                                               | —          | 2× Gold2   | Platin1        | —        | 185.000      | fimi.it                                                        |
| Japan (RIAJ)                                                                                 | —          | Gold1      | —              | —        | 100.000      | riaj.or.jp                                                     |
| Kanada (MC)                                                                                  | —          | 2× Gold2   | 7× Platin7     | —        | 780.000      | musiccanada.com                                                |
| Kroatien (HDU)                                                                               | Silber1    | —          | —              | —        | 3.000        | hgu.hr                                                         |
| Mexiko (AMPROFON)                                                                            | —          | Gold1      | Platin1        | —        | 200.000      | amprofon.com.mx                                                |
| Neuseeland (RMNZ)                                                                            | —          | 2× Gold2   | 15× Platin15   | —        | 315.000      | aotearoamusiccharts.co.nz NZ2 NZ3                              |
| Niederlande (NVPI)                                                                           | —          | Gold1      | 2× Platin2     | —        | 200.000      | nvpi.nl                                                        |
| Norwegen (IFPI)                                                                              | —          | —          | 4× Platin4     | —        | 140.000      | ifpi.no (Memento vom 5. November 2012 im Internet Archive)     |
| Österreich (IFPI)                                                                            | —          | Gold1      | 4× Platin4     | —        | 175.000      | ifpi.at                                                        |
| Polen (ZPAV)                                                                                 | —          | 4× Gold4   | 3× Platin3     | —        | 220.000      | olis.pl                                                        |
| Portugal (AFP)                                                                               | —          | 2× Gold2   | —              | —        | 25.000       | Einzelnachweise                                                |
| Russland (NFPF)                                                                              | —          | —          | Platin1        | —        | 20.000       | 2m-online.ru (Memento vom 22. Januar 2009 im Internet Archive) |
| Schweden (IFPI)                                                                              | —          | Gold1      | 3× Platin3     | —        | 170.000      | sverigetopplistan.se                                           |
| Schweiz (IFPI)                                                                               | —          | 2× Gold2   | 8× Platin8     | —        | 375.000      | hitparade.ch                                                   |
| Spanien (Promusicae)                                                                         | —          | 5× Gold5   | Platin1        | —        | 250.000      | elportaldemusica.es                                            |
| Südafrika (RISA)                                                                             | —          | —          | 3× Platin3     | —        | 150.000      | mi2n.com                                                       |
| Tschechien (IFPI)                                                                            | —          | —          | —              | —        | 20.000       | Einzelnachweise                                                |
| Ungarn (MAHASZ)                                                                              | —          | 2× Gold2   | —              | —        | 18.000       | slagerlistak.hu                                                |
| Vereinigte Staaten (RIAA)                                                                    | —          | 2× Gold2   | 10× Platin10   | —        | 11.000.000   | riaa.com                                                       |
| Vereinigtes Königreich (BPI)                                                                 | 4× Silber4 | 3× Gold3   | 28× Platin28   | —        | 13.120.000   | bpi.co.uk                                                      |
| Insgesamt                                                                                    | 5× Silber5 | 57× Gold57 | 154× Platin154 | Diamant1 |              |                                                                |